# Friedrich Merz
Joachim-Friedrich Martin Josef Merz (n. 11 noiembrie 1955, Brilon, Republica Federală Germania) este un politician german, care deține funcția de Cancelar al Germaniei începând cu 6 mai 2025.
Din 1989 până în 1994 a fost membru al Parlamentului European, iar din 1994 până în 2009 a fost membru al Bundestagului.
Din anul 2022 este președintele partidului CDU.
Partidul său a câștigat alegerile legislative din 2025. Merz a început negocierile pentru formarea unui guvern al cărui cancelar a devenit la 6 mai 2025, succedându-l pe Olaf Scholz.